# بيرجس ميريديث
أوليفر بيرجس ميريديث (بالإنجليزية: Burgess Meredith)‏ (16 نوفمبر 1907 - 9 سبتمبر 1997) كان ممثل ومخرج ومنتج وكاتب مسرحي وتلفزيوني وسينمائي أمريكي.

## روابط خارجية
- بيرجس ميريديث على موقع IMDb (الإنجليزية)
- بيرجس ميريديث على موقع ميتاكريتيك (الإنجليزية)
- بيرجس ميريديث على موقع الموسوعة البريطانية (الإنجليزية)
- بيرجس ميريديث على موقع روتن توميتوز (الإنجليزية)
- بيرجس ميريديث على موقع ألو سيني (الفرنسية)
- بيرجس ميريديث على موقع ميوزك برينز (الإنجليزية)
- بيرجس ميريديث على موقع تيرنر كلاسيك موفيز (الإنجليزية)
- بيرجس ميريديث على موقع أول موفي (الإنجليزية)
- بيرجس ميريديث على موقع قاعدة بيانات برودواي على الإنترنت (الإنجليزية)
- بيرجس ميريديث على موقع قاعدة بيانات الأفلام السويدية (السويدية)
- بيرجس ميريديث في قاعدة بيانات أقل من برودواي على الإنترنت
- بيرجس ميريديث على موقع فايند أغريف